# Adelshofen (Fürstenfeldbruck)
Adelshofen è un comune tedesco di 1 589 abitanti, situato nel land della Baviera.